# Esfuerzo de arrufo y quebranto
En náutica, los esfuerzos de arrufo y quebranto, en ingeniería naval, son combinaciones de fuerzas que sufren los navíos por diferentes causas y que ponen en peligro su integridad estructural. Se llama esfuerzo de arrufo al que tiende precisamente a exagerar el arrufo, esto es, la curvatura o elevación simultánea de la proa y la popa frente al plano horizontal del barco. Se llama esfuerzo de quebranto al efecto contrario.

## Esfuerzos dinámicos

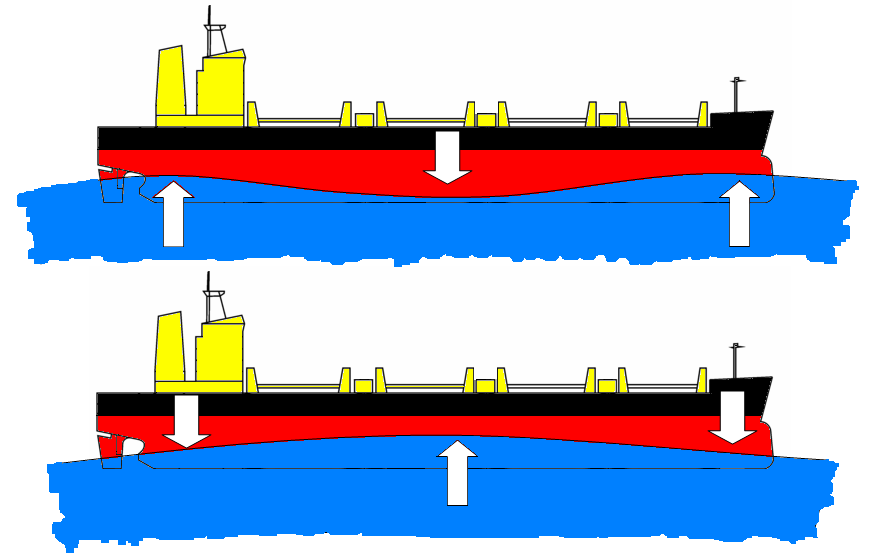
Esfuerzos de arrufo (arriba) y quebranto (abajo).

Cuando un buque navega entre las olas, su estructura atraviesa crestas y valles como muestra la figura. Cuando la longitud de la onda es aproximadamente igual a la eslora se produce la situación graficada que es la más desfavorable a la estructura de la nave.
En el caso superior, la proa y popa reciben más empuje que el centro del buque (que se halla en un seno) y esto combinado al desplazamiento generan tres fuerzas que podemos considerar representadas por las flechas que tienden a colapsar la estructura como un libro que se cierra. Se dice entonces que la viga buque está sometida al esfuerzo de arrufo.
La situación inversa, esto es, la sección media en una cresta mientras que proa y popa en respectivos senos tienden a quebrar al casco como una rama. Esto es lo que se conoce como esfuerzo de quebranto. Lógicamente, conforme el buque progresa entre las olas esta situación alterna entre una y otra.

## Esfuerzos estáticos

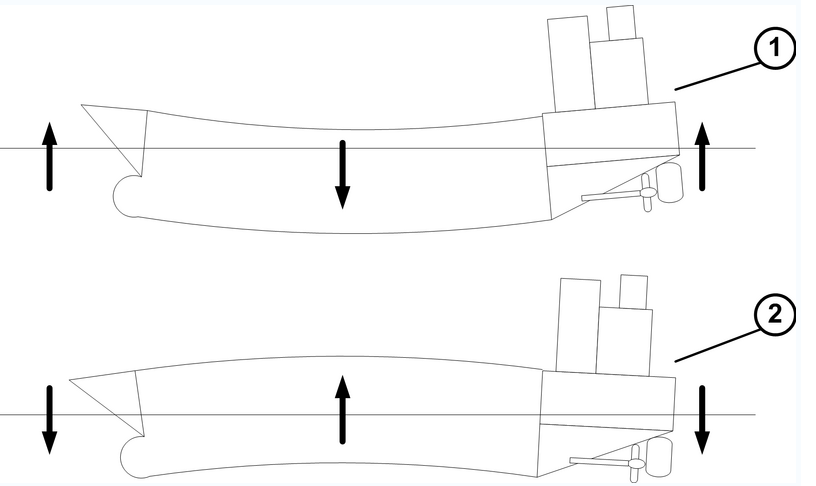
Diagrama del casco. (1) Arrufo y (2) Quebranto por carga.

Estos esfuerzos también pueden darse en aguas tranquilas si la distribución de carga en el buque no es la adecuada. Es el caso de una nave con la bodega central cargada y las bodegas extremas vacías, que se ve afectada por el esfuerzo de arrufo (1), mientras que una bodega central vacía y extremas abarrotadas generaran un esfuerzo de quebranto (2).
Por esta razón es vital para la seguridad de una nave conocer estos esfuerzos que combinados pueden sobrepasar los valores calculados de resistencia ocasionando la pérdida de vidas y bienes.